# Богословский, Сергей Алексеевич
Серге́й Алексе́евич Богосло́вский (1882, Богородское — 1944) — учёный-лесовод, специалист по экономике лесного хозяйства, доктор сельскохозяйственных наук, профессор. Ввёл в практику образования в России лесоэкономические дисциплины, основал в Ленинградской лесотехнической академии лесоэкономический отдел и факультет.

## Биография
Родился в 1882 году в селе Богородское Новооскольского уезда Курской губернии (ныне в Новооскольском районе Белгородской области). В 1907 году окончил Санкт-Петербургский лесной институт и остался работать на кафедре лесной технологии этого института.
Преподавал на кафедрах лесной специализации в ряде вузов:
- Иваново-Вознесенский политехнический институт;
- Сибирский сельскохозяйственный институт в Омске (1920—1922);
- Ленинградская лесотехническая академия (1924—1941).

С 1939 года — доктор сельскохозяйственных наук.
С 1942 года — в эвакуации в Свердловске, профессор Уральского лесотехнического института.
Скончался 29 апреля 1944 года в Свердловске.

## Вклад в науку
Занимался изучением физиологии древесных растений, технических свойств древесины. Он разработал методику оценки технических свойств древесины, установил зависимость их от типа леса (для древесины дуба, работа «Исследование технических свойств древесины дуба Шипова леса»). Также занимался лесной таксацией, участвовал в ряде экспедиций. Во время Великой Отечественной войны организовал изучение лесного дела на Урале. Работы С. А. Богословского по экономике лесного хозяйства публиковались в журнале «Лесовод», «Лесном журнале» и других изданиях. Автор курса «Учение о спелости леса», который издавался трижды в 1924—1930 годах.